# علي كند (أختاتشي الشرقي)
علي كند (بالفارسية: علی‌کند) هي قرية تقع في إيران في أذربيجان الغربية. يقدر عدد سكانها بـ 112 نسمة بحسب إحصاء 2016.